# جوزيبي ليبور
جوزيبي ليبور (و. 1902 – 1968 م) هو سياسي، ومحامي، وصحفي سويسري، توفي عن عمر يناهز 66 عاماً.

## مناصب
تولى منصب عضو المجلس الفيدرالي السويسري
.

## التعليم
تعلم في جامعة فريبورغ
.

## روابط خارجية
- جوزيبي ليبور على موقع مونزينجر (الألمانية)